# Cecilie Thomsen
Cecilie Thomsen, född 29 oktober 1974 på Bogø, är en dansk skådespelare och fotomodell. Hon har bland annat medverkat som Bondbrud i James Bond-filmen Tomorrow Never Dies, där hon spelar professor Inga Bergstrom, en kvinna som lär Bond (Pierce Brosnan) danska när han besöker henne i Oxford.